# Meeteetse (Wyoming)
Meeteetse es un pueblo ubicado en el condado de Park en el estado estadounidense de Wyoming. En el año 2010 tenía una población de 327 habitantes y una densidad poblacional de 155.71 personas por km² .

## Geografía
Meeteetse se encuentra ubicado en las coordenadas 44°9′27.89″N 108°51′18.97″O / 44.1577472, -108.8552694. Según la Oficina del Censo, la localidad tiene un área total de 2,1 km² (0,8 mi²), de la cual 2,1 km² (0,8 mi²) es tierra y 0 km² (0 mi²) (0.0%) es agua.

### Localidades adyacentes
El siguiente diagrama muestra a las localidades en un radio de 72 kilómetros (44,7 mi) de Meeteetse.

## Demografía
En el 2000 la renta per cápita promedia del hogar era de $29.167, y el ingreso promedio para una familia era de $31.953. El ingreso per cápita para la localidad era de $12.030. En 2000 los hombres tenían un ingreso per cápita de $21.250 contra $18.125 para las mujeres. Alrededor del 10.90% de la población estaba bajo el umbral de pobreza nacional.